# 31012 Jiangshiyang
31012 Jiangshiyang è un asteroide della fascia principale. Scoperto nel 1996, presenta un'orbita caratterizzata da un semiasse maggiore pari a 2,2578769 au e da un'eccentricità di 0,1405332, inclinata di 3,81453° rispetto all'eclittica.